# Эссе-э-Мезре
Эссе́-э-Мезре́ (фр. Essey-et-Maizerais) — коммуна во французском департаменте Мёрт и Мозель региона Лотарингия. Относится к  кантону Тиокур-Реньевиль.	

## География
Эссе-э-Мезре расположен в 35 км к юго-западу от Меца и в 38 км к северу от Нанси. Соседние коммуны: Панн на севере, Буйонвиль на северо-востоке, Эвзен на востоке, Сен-Буссан на юго-западе, Нонсар-Ламарш и Ламарш на северо-западе.
Эссе-э-Мезре находится в Региональном природном парке Лотарингии на реке Рюп-де-Ма. В окрестностях коммуны расположено озеро Мадин и лессной массив Мор-Мар.
Коммуна представляет собой город Эссе и небольшую деревню Мезре на юго-западе от Эссе. Мезре была сильно разрушена во время Первой мировой войны и состоит сейчас лишь из нескольких сельских домов.

## История
- На территории коммуны находятся следы галло-романского периода.

## Демография
Население коммуны на 2010 год составляло 391 человек.
| 1962 | 1968 | 1975 | 1982 | 1990 | 1999 | 2010 |
| ---- | ---- | ---- | ---- | ---- | ---- | ---- |
| 369  | 351  | 310  | 302  | 284  | 370  | 391  |

## Достопримечательности
- Церковь Сен-Мартен, основание и неф XIII века, своды восстановлены в XVIII веке, витражи Жака Грюбера (1870-1936). Классифицируется как памятник истории. Была сильно повреждена во время Первой мировой войны.